# U-189
 U-189  — немецкая подводная лодка типа IXC/40, времён Второй мировой войны. 
Заказ на постройку субмарины был отдан 4 ноября 1940 года. Лодка была заложена на верфи судостроительной компании «АГ Везер» в Бремене 12 сентября 1941 года под строительным номером 1035, спущена на воду 1 мая 1942 года, 15 августа 1942 года под командованием корветтен-капитана Гельмута Куррера вошла в состав учебной 4-й флотилии. 1 апреля 1943 года вошла в состав 2-й флотилии. Лодка совершила один боевой поход, успехов не достигла. 23 апреля 1943 года лодка была потоплена к востоку от мыса Фарвель, Гренландия, в районе с координатами 59°59′ с. ш. 34°43′ з. д. глубинными бомбами с британского самолёта типа «Либерейтор». Все 54 члена экипажа погибли.